# Ужендув (город)
Уже́ндув — город в Красницком повяте Люблинского воеводства Польши. Центр одноимённой гмины.
Площадь города составляет 12,91 км². Население на 2004 год составило 1687 человек.

## История
В 1581 году получил привилегию Стефана Батория. В 1815 году префект Люблинского департамента, ссылаясь на нее, приказал удалить из города евреев (в 1862 году привилегия утратила свою силу) и еврейская диаспора стала восстанавливаться. Новый удар по ней был нанесён во время Холокоста.